# Morrison (Colorado)
Morrison és una població dels Estats Units a l'estat de Colorado. Segons el cens del 2000 tenia 430 habitants.

## Demografia
Segons el cens del 2000, Morrison tenia 430 habitants, 125 habitatges, i 73 famílies. La densitat de població era de 75,1 habitants per km².
Dels 125 habitatges en un 23,2% hi vivien nens de menys de 18 anys, en un 52% hi vivien parelles casades, en un 4,8% dones solteres, i en un 41,6% no eren unitats familiars. En el 33,6% dels habitatges hi vivien persones soles el 13,6% de les quals corresponia a persones de 65 anys o més que vivien soles. El nombre mitjà de persones vivint en cada habitatge era de 2,18 i el nombre mitjà de persones que vivien en cada família era de 2,82.
Per edats la població es repartia de la següent manera: un 11,9% tenia menys de 18 anys, un 4,7% entre 18 i 24, un 20,2% entre 25 i 44, un 19,5% de 45 a 60 i un 43,7% 65 anys o més.
L'edat mediana era de 58 anys. Per cada 100 dones de 18 o més anys hi havia 62 homes.
La renda mediana per habitatge era de 53.438 $ i la renda mediana per família de 68.333 $. Els homes tenien una renda mediana de 37.292 $ mentre que les dones 30.893 $. La renda per capita de la població era de 24.347 $. Entorn del 4,9% de les famílies i el 5,5% de la població estaven per davall del llindar de pobresa.

## Poblacions més properes
El següent diagrama mostra les poblacions més properes.